# Karika község
Karika község (románul: Comuna Creaca) község Szilágy megyében, Romániában. Központja Karika, beosztott falvai Beréd, Csiglen, Egregyborzova, Farkasmező, Prodánfalva, Somróújfalu, Szállásszőlőhegy, Zsákfalva.

## Népessége
A 2011-es népszámlálás adatai alapján a község népessége 2803 fő volt.